# Net-SNMP
Net-SNMP je sada programů pro správu sítě používajících Simple Network Management Protocol (SNMP) verzí v1, v2c a v3 včetně protokolu AgentX a transportní protokoly IPv4, IPv6, IPX, AAL5 a unixové sokety. Sada obsahuje obecnou klientskou knihovnu, sadu aplikací pro prostředí příkazového řádku, vysoce rozšiřitelného SNMP agenta a moduly pro jazyky Perl a Python.

## Distribuce
Net-SNMP je distribuován z vlastního WWW serveru Net-SNMP. Patří k programům hostovaným na SourceForge, byl jmenován SourceForge projektem měsíce března 2005, a pravidelně se umisťuje v top 100 projektech v hodnotícím systému na Sourceforge. Je široce distribuovaný a je součástí mnoha operačních systémů včetně většiny distribucí Linuxu, FreeBSD, OpenBSD, Solarisu a OS X.

## Historie
Původním autorem sady volně dostupných SNMP nástrojů je Steve Waldbusser z Univerzity Carnegieho–Mellonových, který vytvořil první verzi v roce 1992. Když CMU ukončila vývoj balíčku, Wes Hardaker z UC Davis jej přejmenoval na UCD-SNMP a rozšířil jej, aby splňoval potřeby správy sítě tamní katedry elektro. Když W. Hardaker univerzitu opouštěl, přejmenoval balíček na Net-SNMP, což lépe vystihuje jeho distribuovaný vývoj.

## Aplikace
Balíček SNMP-Net obsahuje následující aplikace:
| Aplikace         | Popis |
| ---------------- | --- |
| encode_keychange | Vytváří KeyChange řetězec pro SNMPv3.                                                                           |
| snmptranslate    | Převádí MIB jména identifikátorů objektu (OID) mezi číselným a textovým tvarem.                                 |
| snmpget          | Načítá informace ze zvolené síťové entity pomocí požadavků SNMP GET.                                            |
| snmpgetnext      | Načítá informace ze zvolené síťové entity pomocí požadavků SNMP GETNEXT.                                        |
| snmpbulkget      | Načítá informace ze zvolené síťové entity pomocí požadavků SNMP GETBULK.                                        |
| snmpwalk         | Načítá podstrom informačních hodnot pomocí požadavků SNMP GETNEXT.                                              |
| snmpbulkwalk     | Načítá podstrom informačních hodnot pomocí požadavků SNMP GETBULK.                                              |
| snmpset          | Zasílá požadavky SNMP SET na zvolenou síťovou entitu.                                                           |
| snmptrap         | Posílá notifikační zprávy SNMP TRAP nebo INFORM.                                                                |
| snmpd            | SNMP agent, které odpovídá na SNMP požadavky pro daný server.                                                   |
| snmptrapd        | SNMP démon, který zprávy SNMP TRAP nebo INFORM a ukládá je do žurnálu nebo na základě nich provádí určité akce. |
| snmptest         | Komunikuje se síťovou entitou pomocí SNMP požadavků.                                                            |
| mib2c            | Nástroj pro konverze MIB, který umí převádět MIB struktury do jiných tvarů, např. kódu v jazyce C.              |
| tkmib            | Interaktivní grafický prohlížeč MIB SNMP používající perl/Tk.                                                   |

### Snmpget
Příkaz snmpget používá aplikaci snmpget pro načtení informací přiřazených k určitému identifikátoru objektu (OID) ze zadaného zařízení. 

#### Příklad
Příklad použití příkazu snmpget k načtení hodnoty OID sysUpTime z počítače test.net-snmp.org pod jménem komunity public s použitím SNMP verze v2c:
```
% snmpget -v2c -c public test.net-snmp.org SNMPv2-MIB::sysUpTime.0
SNMPv2-MIB::sysUpTime.0 = Timeticks: (586731977) 67 days, 21:48:39.77
```

### Snmpwalk
Příkaz snmpwalk používá opakované požadavky SNMP GETNEXT pro získání stromu informací ze zadaného zařízení.
Na příkazovém řádku lze zadat Identifikátor objektu (OID). OID určuje, jaká část prostoru identifikátorů objektu má být prohledávána pomocí požadavků GETNEXT. Program postupně provádí dotazy na hodnoty všech proměnných v podstromu pod zadaným OID a jejich hodnoty vypisuje. Nebyl-li zadán parametr OID, snmpwalk prohledá podstrom s kořenem v SNMPv2-SMI::mib-2 (včetně hodnot všech MIB objektů z jiných MIB modulů, u nichž je uvedeno, že leží uvnitř tohoto podstromu). 

#### Příklad
Příklad použití snmpwalk pro načtení všech informací z proměnných pod OID system:
```
$ snmpwalk -t 5 -Os -c public -v 2c test.net-snmp.org system
sysDescr.0 = STRING: Linux test.net-snmp.org 2.6.18-164.el5 #1 SMP Thu Sep 3 03:28:30 EDT 2009 x86_64
sysObjectID.0 = OID: netSnmpAgentOIDs.10
sysUpTimeInstance = Timeticks: (34198503) 3 days, 22:59:45.03
sysContact.0 = STRING: Net-SNMP Coders
sysJméno.0 = STRING: test.net-snmp.org
sysLocation.0 = STRING: Undisclosed
```